# Dominik Lechner
Dominik Lechner (* 1. April 2005 in Hallein) ist ein österreichischer Fußballspieler.

## Karriere

### Verein
Lechner begann seine Karriere beim SV Kuchl. Im November 2012 wechselte er in die Jugend des FC Red Bull Salzburg. In Salzburg durchlief er ab der Saison 2019/20 sämtliche Altersstufen in der Akademie. Im Juli 2022 debütierte er für das Farmteam der Salzburger, FC Liefering, in der 2. Liga, als er am ersten Spieltag der Saison 2022/23 gegen die Young Violets Austria Wien in der 65. Minute für Zeteny Jano eingewechselt wurde. Insgesamt kam er zu 21 Zweitligaeinsätzen für Liefering.
Zur Saison 2024/25 wechselte er in die Schweiz zum FC Lugano, bei dem er für die drittklassige Reserve spielen sollte.

### Nationalmannschaft
Lechner spielte im April 2022 gegen Rumänien im österreichischen U-17-Team. In jener Partie erzielte er den Treffer zum 1:0-Endstand. Im September 2022 gab er gegen Schweden sein Debüt für die U-18-Mannschaft.